# Prospero Colonna
Prospero Colonna (Civita Lavinia, 1452- Milán, 30 de diciembre de 1523), algunas veces llamado Prosper Colonna, fue un condotiero italiano al servicio sucesivamente de Francia, Nápoles y España durante las Guerras Italianas. Conoció su apogeo bajo la bandera de los Reyes Católicos y Carlos I de España.
Se le considera, junto con su rival Bartolomeo d'Alviano, el mayor militar itálico de su generación. General hábil y prudente, recibió el apodo Cuntatore en honor al general romano Quinto Fabio Máximo Cunctator, que utilizaba similares tácticas basadas en la defensa y la dilación. Su posición y conexiones le permitieron convertirse en un gran señor feudal del Nápoles hispánico.

## Biografía
Miembro de la antigua familia noble de los Colonna, nació en Civita Lavinia, cerca de Velletri (Lacio) en 1452 y era primo de Fabrizio Colonna.
Su primera acción notable como líder militar tuvo lugar en 1484, cuando defendió el castillo familiar de Paliano contra un ataque de las familias rivales Orsini y Riario. Tras haber participado en algunas batallas más, Prospero, que se había unido al partido del cardenal Giuliano della Rovere, fue encerrado en el castillo de Sant'Angelo (Roma) por el papa Alejandro IV. Una vez liberado, fue encerrado de nuevo por su alianza con Carlos VIII de Francia durante su invasión de Italia. Al final, el rey de Francia resultó victorioso contra el papa y entró en Roma, seguido por Prospero y Fabrizio Colonna en 1495. Durante el breve dominio francés sobre el Reino de Nápoles, Prospero obtuvo el Ducado de Trasetto, y el Condado de Forli. Sin embargo, cuando Carlos retornó tras los Alpes, Prospero ayudó al rey Fernando II de Nápoles a expulsar al virrey francés de sus tierras.

### En Nápoles
La situación cambió de nuevo con la nueva invasión francesa de Luis XII. Mientras el rey napolitano Federico I huía hacia la isla de Isquia, Fabrizio y Prospero, sus principales valedores militares, intentaron sin éxito defender el reino. Fueron derrotados y encerrados en el Castel Nuovo de Nápoles, a la vez que eran excomulgados por Alejandro VI, quien confiscó sus castillos en el Lacio. Con el tiempo fueron rescatados y ambos primos se unieron al ejército expedicionario español en Nápoles, comandado por Gonzalo Fernández de Córdoba, el Gran Capitán. Tras la vuelta al trono de Federico, Prospero recibió el ducado de Fondi, y poco después los Colonna volvían a Roma para participar en una serie de enfrentamientos contra los Orsini, concluyendo con una forzosa reconciliación.
Con el retorno de los franceses a Italia en 1499, los hermanos Colonna formaron parte de un contingente napolitano que tenía por misión auxiliar Milán, pero el mal estado de las líneas milanesas y la propia amenaza que se cernía sobre Nápoles les hizo dar marcha atrás. Prospero advirtió al rey Federico que el reino no resistiría en solitario una invasión francesa, y así transcurrió. La rendición fue total, y el rey y sus condottieros fueron exiliados mientras el papa confiscaba todos los bienes romanos de los Colonna y los repartía entre sus propios nietos. Viendo cómo el rey era llevado prisionero a Francia y sus propias fortunas quedaban arruinadas, Prospero y Fabrizio, junto con su capitán castellano Diego García de Paredes, se pusieron al servicio de España, cuyo general Fernández de Córdoba volvía a Italia para reclamar su propia porción del reino.

### Al servicio de los Reyes Católicos
Cuando España y Francia entraron en confrontación por Nápoles, Prospero y Fabrizio tuvieron un destacado papel en las huestes del Gran Capitán. Participaron como organizadores en el segundo desafío de Barletta, en el que soldados italianos liderados por Ettore Fieramosca batieron a caballeros franceses, y seguidamente tomaron parte en la victoria de Ruvo.
Los Colonna volvieron a relucir durante la victoria española de Ceriñola (1503), antes de la cual se encargaron de elegir y fortificar el terreno, y durante cuyo transcurso Prospero y el Gran Capitán encabezaron la reserva española que dio la puntilla a los franceses. Una anécdota cuenta que Prospero se apoderó entonces de la tienda de campaña del difunto general francés, Luis de Armagnac, tras lo que partió la cena del general con los suyos y durmió en su lujosa cama, ocasionando la preocupación de Fabrizio y del propio Gran Capitán al no poder encontrarle en su propio campamento.

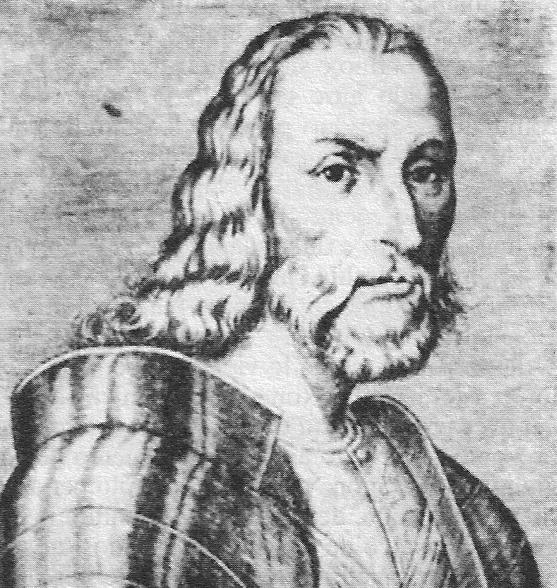
Grabado de Colonna.

A la muerte del Papa Alejandro, Prospero fue enviado a Roma, donde consiguió de César Borgia, el hijo del difunto, la restitución de sus bienes en el Lacio a cambio de no emprender actos hostiles contra él, además de negocira una posible alianza entre César y España. Tras su retorno al campamento del Gran Capitán, reforzado ahora por Bartolomeo d'Alviano, hábil condottiero de la familia Orsini y viejo enemigo de Prospero, el italiano tuvo tiempo de comandar la caballería ligera en la batalla del Garellano, después de la cual Francia se rindió. Prospero añadió entonces Itri, Sperlonga, Ceccano y Sonnino a sus dominios, llegando a ser de nuevo un gran señor feudal en el sur de Italia.
Prospero rechazó una oferta de la república de Florencia de ponerse a su servicio y continuó al de Castilla y Aragón, para quienes ocupó un servicio distinguido. Sin embargo, debido a su rivalidad con Bartolomeo d'Alviano, por entonces otro favorito personal de Fernández de Córdoba, el Colonna terminó por sumarse a los oponentes políticos del Gran Capitán tras la muerte en 1504 de la reina Isabel, su principal valedora, lo que permitió a Colonna y a otros calumniarle ante el rey Fernando. En 1505, tras el ataque injustificado de Bartolomeo a las tierras de los Colonna, Prospero vio a su rival expulsado de las huestes españolas, y dos años después, Fernández de Córdoba mismo fue destituido de su puesto de virrey.
Los Colonna continuaron al servicio de España, rechazando constante ofertas venecianas de liderar a los ejércitos contra la Liga de Cambrai, especialmente después de que Venecia contratase a Bartolomeo d'Alviano. Prospero no formó parte de las fuerzas que Fernando proporcionó al Papa, ya que, a pesar de la posición fernandina a ultranza de Colonna, tenía estipulado marchar a la guerra como comandante en jefe o no hacerlo, y en esta ocasión el ejército iba a ser liderado por el sustituto del Gran Capitán, Ramón de Cardona. Su enconada enemistad con los Orsini le hizo faltar también al encuentro conciliatorio entre éstos y los Colonna en 1511, tras lo que se retiró a Genazzano. Ni siquiera estuvo presente en la derrota española en Rávena, en la que Fabrizio sí militó y fue capturado. El Papa Julio II trató de reclutar a Prospero para hacerle volver al frente, pero el condottiero puso las mismas condiciones que con Fernando. Fue sólo hacia el fin del año que Prospero, probablemente a regañadientes, regresó a la acción, uniéndose al ejército español estacionado en el Po.
Al año siguiente, Prospero asistió a Cardona y a su propio sobrino político Fernando de Ávalos en sus acciones contra Venecia, aliada de Francia. Devastaron el territorio de la Serenísima y llegaron a cañonear sus murallas, pero al verse cercados por un ejército veneciano al mando de su viejo enemigo Bartolomeo, Colonna aconsejó abandonar el botín y retirarse estratégicamente. Bartolomeo trató de cortarles la retirada con una maniobra envolvente, pero Colonna y los suyos entablaron combate y vencieron en la consiguiente batalla de La Motta. En 1514, Colonna y el milanés Silvio Savelli devastaron los alrededores de la colonia veneciana de Crema, pero los defensores liderados por Renzo da Ceri destrozaron el campamento de los de Milán y obligaron a Colonna a retirarse con las tropas españolas a Romanengo. Meses después, Colonna venció a Ceri y le obligó a rendirse.
En el invierno de 1514, Colonna viajó a Innsbruck para presentar sus respetos al nuevo rey de España, Carlos I de España y V del Sacro Imperio Romano Germánico, que había sucedido al fallecido Fernando. Lo mismo había sucedido con el rey Luis de Francia, sucedido por Francisco I, quien lanzó una expedición sobre Milán al año siguiente.

### Al servicio de Carlos I
En 1516, Colonna estaba en Villafranca al mando de las tropas papales de León X, habiendo bloqueado los pasos alpinos hacia Milán con ayuda de los suizos de la confederación helvética. Sin embargo, el francés Jacques de la Palice les sorprendió por el paso de Argentera, considerado inaccesible para cualquier ejército grande, pero que resultó practicable para ellos gracias a la guía del condotiero milanés Gian Giacomo Trivulzio. Desde su posición, Colonna avistó a los franceses y creyó que sólo podían ser grupos pequeños, pero el resto de ellos, al mando del gran Pierre Terrail de Bayard, le atacaron por dos ángulos y capturaron a Colonna en su propio cuartel. Se dice que, mientras era llevado prisionero a Francia, Trivulzio se burló de su destino, a lo que Colonna replicó jocosamente que Francia era un país que siempre había querido visitar. Mientras tanto, los franceses vencían a los suizos en la batalla de Marignano, tomando el control de su confederación.
Al año siguiente, después de que el propio rey Francisco I pagara la mitad de su rescate, 35.000 ducados, como gesto hacia un militar de su talla, Colonna recobró la libertad con vistas a actuar en Lombardía, pero el fin de la guerra ya estaba próximo y no pudo resarcirse de su captura. Pasó los próximos años de paz ocupándose de asuntos políticos a lo largo y ancho de Europa, radicando en el virreinato de Nápoles, donde residía una de sus amantes, la duquesa Isabel de Aragón. En 1518, con motivo del matrimonio entre el rey Segismundo I de Polonia y la hija de Isabel, Bona Sforza, Colonna organizó las festividades nupciales en Nápoles, y luego escoltó a los novios hasta Cracovia. También visitó a Carlos I en España representando a la nobleza napolitana.

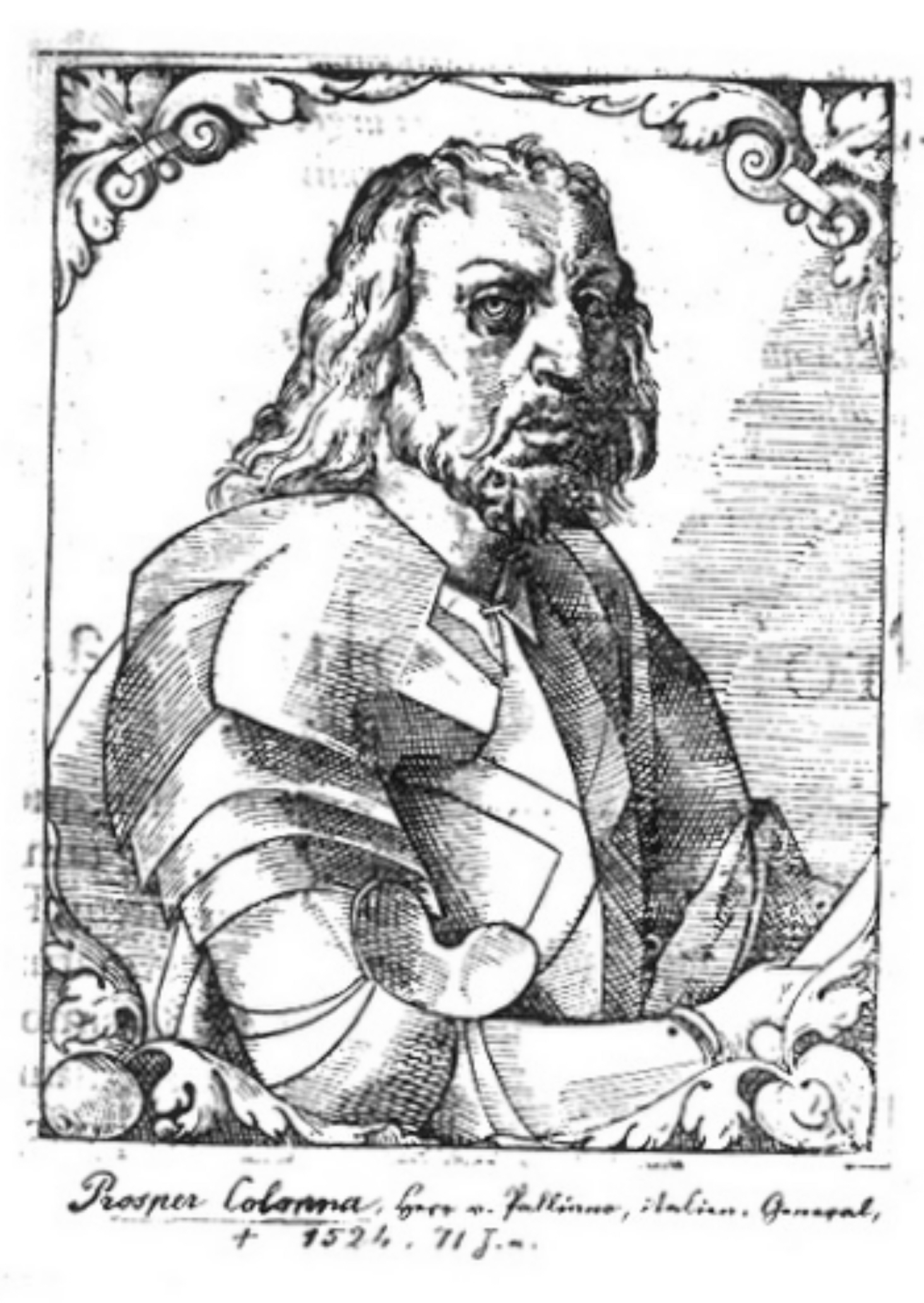
Dibujo de Prospero Colonna, 1575.

La Guerra de los Cuatro Años devolvió a Colonna a la acción contra Francia y Venecia en 1521. Debió unir fuerzas con su sobrino Ávalos y el representante papal Federico II Gonzaga, aunque la coordinación entre ellos no fue fácil, ocasionando un fracaso a la hora de rendir Parma. Aun rozando la setentena, Prospero llegó a retar a duelo a otro adjunto papal, Juan de Médici. Restablecida la sintonía entre los imperiales, Colonna, Ávalos y Gonzaga derrotaron al vizconde francés Lautrec en la batalla de Vaprio d'Adda, y una vez hecho tomaron Milán a excepción de una pequeña ciudadela, capturando al castellano veneciano Teodoro Trivulzio (sobrino de Gian Giacomo) y poniendo en su trono a Francisco II Sforza.
Poco después moría el Papa León X, sucedido por el francófilo Clemente VII, que convenció a Juan de Médici cambiar de bando con dinero francés. A fin de reconquistar Milán y rescatar a la guarnición asediada, Lautrec reunió grandes refuerzos en Cremona, incluyendo a Médici, Jacques de la Palice, Anne de Montmorency y Francesco Maria della Rovere, pero ni así fueron capaces de superar las defensas de Colonna, que les obligó a levantar el asedio y retirarse hacia el sur. El ejército francés incluía al propio hermano de Colonna, Marco Antonio (no confundir con el segundo Marco Antonio Colonna), que murió de un cañonazo mientras trataba de espiar las fortificaciones milanesas. Prospero famosamente declaró: "señores, no lloro yo por la muerte de mi hermano Marco Antonio; mas lloro porque murió en servicio del mayor enemigo que yo tengo".
Los hispanoimperiales encadenaron éxitos haciéndose con Pavía, Alessandria, Novara y otros terrenos. Ante el contraataque de Lautrec, ahora acompañado de Médici y decidido a acorralarle, Colonna jugó a marchas y contramarchas con él y lo derrotó contundentemente en la batalla de Bicoca, en la que Colonna demostró el poder de las fortificaciones bien elegidas y Ávalos el del fuego de volea. Este encuentro hizo colapsar la posición de los franceses en el norte de Italia y resultaría un verdadero impacto psicológico para sus tropas, especialmente sus afamados piqueros suizos, que no volvieron a tomar la iniciativa de la misma manera el resto de su historia. "Bicoca" se convirtió así mismo en un término en idioma castellano para referirse a un éxito fácil.
A esto le siguió la conquista de Lodi y Cremona, concluyendo con otro éxito tomando Génova, donde repelieron al gran almirante Andrea Doria. El dux Ottaviano Fregoso había intentado parlamentar, pero la artillería abrió hueco para las tropas de Ávalos e hizo caer la ciudad-estado, la cual sufrió un saqueo tan duro que el Papa Clemente, a quien Colonna recibió más tarde, quedó escandalizado con el proceder de las tropas aliadas.
En 1523, Carlos trató con Colonna sobre la posibilidad de infiltrar milicias prohispánicas en Milán, pero Colonna se negó por considerarlo deshonroso y creerse capaz de atraer su lealtad de manera directa. Ante una nueva invasión francesa comandada por Guillaume Gouffier de Bonnivet, un Colonna enfermo se retiró a Milán, donde tuvo éxito en repeler al invasor. Sus ataques fabianos a las líneas de suministros de Bonnivet obligaron a éste a pedir tregua, irónicamente negociada por Galeazzo Visconti, traidor a los Sforza y padre de una de las amantes de Prospero. Al final, Bonnivet tuvo que levantar el asedio y retirarse con problemas a Abbiategrasso.
Pese a la victoria, la salud del anciano Prospero continuaba decayendo, y en diciembre murió, probablemente de apoplejía, aunque entre las sospechas habituales en la época de que había sido envenenado o que él mismo se había intoxicado por un exceso de medicina amatoria (la misma muerte que se atribuye a su antiguo señor Fernando el Católico). El emperador le había concedido Carpi por sus éxitos, pero no pudo ser investido.

## Descendencia
Colonna casó con Covella di Sanseverino, con quien tuvo un hijo llamado Vespasiano, y después con Isabella Caraffa, pero fue famosamente dado a los amoríos hasta sus últimos años de vida, lo que llevó a cronistas como Paulo Jovio a describirle como un amante carente de moderación. Mantuvo incluso una relación bisexual al mismo tiempo con un siervo varón, Giosuè di Ruggiero, y con la famosa Isabel de Aragón, duquesa de Bari, que sin embargo pronto tomó al propio Giosuè como amante. Colonna se sintió tan traicionado que hizo atacar al siervo en una emboscada y no volvió a tratar con ellos.